# Імператор Кобун
Імператор Ко́бун (яп. 弘文天皇, こうぶんてんのう, кобун тенно; 648 — 21 серпня 672) — 39-й Імператор Японії, синтоїстське божество. Роки правління: 9 січня 672 — 21 серпня 672.

## Життєпис
При народженні отримав ім'я Отомо. Здобув гарну освіту. Втім не міг спадкувати трон, оскільки за традицією його батькові імператорові Тендзі повинен був спадкувати брат Оама. Проте Тендзі вирішив обійти це правило. 671 року Отомо призначається першим міністром (дайдзедайдзіном).
672 року після смерті батька став імператором під ім'я Кобун. Втім проти нього повстав стрийко Оама. Почалася війна, яка отримала назву смута Дзінсін. Зрештою у 673 році Темму переміг Кобуна (останній наклав на себе руки) й став новим тенно (імператором).